# Andrzej Marchel
Andrzej Marchel (ur. 16 marca 1964 w Wejherowie, zm. 6 lutego 2025) – polski piłkarz.

## Życiorys
Wychowanek Lechii Gdańsk, w której barwach zdobył w sezonie 1982/1983 puchar krajowy, oraz sezon później superpuchar Polski.
Rozegrał łącznie w polskiej ekstraklasie 47 spotkań, strzelając w nich dwa gole.
Został pochowany 12 lutego 2025 roku na Cmentarzu Łostowickim w Gdańsku.

## Sukcesy
- Puchar Polski: 1982/1983 (Lechia Gdańsk)
- Superpuchar Polski: 1983/1984 (Lechia Gdańsk)